# Supercopa de España de baloncesto 2012
La Supercopa de España de baloncesto 2012 fue la 9.ª edición del torneo desde que está organizada por la ACB y la 13.ª desde su fundación. También se le llama la Supercopa Endesa por motivos de esponsorización.
Se disputó en el Pabellón Príncipe Felipe de Zaragoza entre el 22 y el 23 de septiembre de 2012.

## Equipos participantes
Los equipos participantes fueron conocidos oficialmente el 18 de junio de 2012.
| Equipo               | Clasificación              | Participación |
| -------------------- | -------------------------- | ------------- |
| CAI Zaragoza         | Anfitrión                  | 2º            |
| FC Barcelona Regal   | Campeón de la Liga Endesa  | 9º            |
| Real Madrid          | Campeón de la Copa del Rey | 10º           |
| Valencia Basket Club | Subcampeón de la Eurocup   | 2º            |

## Semifinales
El sorteo de las semifinales fue el 6 de septiembre de 2012.
| 22 de septiembre de 2012 19:00 (CEST) | FC Barcelona Regal                         | 77–63                | Valencia Basket Club                                            | |  |
|                                       | Parciales: 22–12, 16–20, 19–17, 20–14      |                      |                                                                 | |  |
|                                       | Estadísticas Mickeal 15 Lorbek 9 Huertas 5 | Reporte Pts Reb Asts | Estadísticas 14 Faverani 6 Faverani 2 Marković, Martínez, Ribas | Pabellón: Pabellón Príncipe Felipe, Zaragoza Asistencia: 6.100 espectadores Árbitros: Pérez Pizarro, Conde, Peruga Televisión: La 1 |  |

| 22 de septiembre de 2012 21:30 (CEST) | CAI Zaragoza                           | 64–72                | Real Madrid                                    | |  |
|                                       | Parciales: 17–21, 14–15, 9–22, 24–14   |                      |                                                | |  |
|                                       | Estadísticas Rudež 17 Aguilar 7 Roll 5 | Reporte Pts Reb Asts | Estadísticas 14 Mirotić 11 Mirotić 5 Rodríguez | Pabellón: Pabellón Príncipe Felipe, Zaragoza Asistencia: 6.500 espectadores Árbitros: García González, Perea, Jiménez Televisión: FORTA |  |

## Final
| 23 de septiembre de 2012 19:00 (CEST) | FC Barcelona Regal                       | 84–95                | Real Madrid                                                     | |  |
|                                       | Parciales: 23–30, 20–14, 13–21, 28–30    |                      |                                                                 | |  |
|                                       | Estadísticas Jawai 20 Ingles 5 Huertas 7 | Reporte Pts Reb Asts | Estadísticas 22 Fernández 5 Fernández, Llull, Reyes 3 Rodríguez | Pabellón: Pabellón Príncipe Felipe, Zaragoza Asistencia: 7.000 espectadores Árbitros: Pérez Pizarro, Conde, García González Televisión: La 1 |  |